# Prinsessan på glasberget
"Prinsessan på glasberget" är en europeisk folksaga.
Glasbergsmotivet återfinns i flera folksagevarianter. I germanska varianter av Amor och Psyche-sagan måste hjältinnan klättra över ett glasberg för att återvinna sin make. I Prinsessan på glasberget vinner hjälten prinsessan genom att rida till henne uppför ett glasberg, ett motiv som påträffas bara i västeuropeiska varianter, särskilt de germanska, medan i de flesta asiatiska och flera slaviska samt en fornegyptisk variant från 1100-talet f.Kr. prinsessan hämtas i ett torn eller liknande.
Äldre forskare antog att glasberget i sagan var ett dödsrikesmotiv. Modernare forskning anser däremot att glasberget i stället är ett senare tillägg inom germanskt språkområde som försvåringsmotiv.
Härifrån stammar uttrycket "Hamna på glasberget", att förbli ogift. Motivet med prinsessan på glasberget förekommer ofta skämtsamt på gamla dalmålningar och kistebrev.